# Fabian (film)
Fabian è un film del 1980 diretto da Wolf Gremm.